# Hypognatha cacau
Hypognatha cacau Levi, 1996 è un ragno appartenente alla famiglia Araneidae.

## Etimologia
Il nome della specie deriva dalla località brasiliana di rinvenimento: il comune di Cacaulândia.

## Caratteristiche
L'olotipo maschile rinvenuto ha dimensioni: cefalotorace lungo 1,33mm, largo 1,07mm; opistosoma lungo 2,1mm, largo 2,1mm.

## Distribuzione
La specie è stata reperita in Brasile e in Perù: a Fazenda Rancho Grande, località del comune di Cacaulândia nello stato di Rondônia; e nella provincia peruviana di San Martín.

## Tassonomia
Al 2014 non sono note sottospecie e dal 1996 non sono stati esaminati nuovi esemplari.